# گمینا سووبیتسه (استان ماسوویان)
گمینا سووبیتسه (استان ماسوویان) (به لهستانی:  Gmina Słubice) یک گمینا در لهستان است که در شهرستان پوتسک، استان ماسوویان واقع شده‌است.
 گمینا سووبیتسه ۹۴٫۴۷ کیلومتر مربع مساحت و ۴٬۵۵۶ نفر جمعیت دارد.